# Sîdorivșciîna, Velîka Bahacika
Sîdorivșciîna (în ucraineană Сидорівщина) este un sat în comuna Biloțerkivka din raionul Velîka Bahacika, regiunea Poltava, Ucraina.

## Demografie
Componența lingvistică a localității Sîdorivșciîna
     Ucraineană (98,59%)
     Rusă (1,41%)
Conform recensământului din 2001, majoritatea populației localității Sîdorivșciîna era vorbitoare de ucraineană (98,59%), existând în minoritate și vorbitori de rusă (1,41%).